# SN 2004dw
SN 2004dw – supernowa typu II odkryta 19 sierpnia 2004 roku w galaktyce UGC 11394. W momencie odkrycia miała maksymalną jasność 17,20m.